# 데이비드 L. 라비노비츠
데이비드 L. 라비노비츠(영어: David Lincoln Rabinowitz)는 미국의 천문학자이자 예일 대학교의 연구원이다.
1972년 9월 15일 발견된 소행성 5040 라비노비츠는 그의 이름을 따서 명명되었다.

## 업적
라비노비츠는 근지구 천체 및 카이퍼대의 천체를 탐지할 수 있는 CCD 카메라와 소프트웨어를 구축했으며 이는 근지구 천체의 추정 개수를 1,000~2,000개에서 500개까지 줄이는데 큰 역할을 했다.
그는 마이클 E. 브라운, 채드 트루질로와 함께 90377 세드나, 90482 오르쿠스, 에리스와 같은 왜행성을 발견했다.